# 陸別町
陸別町（りくべつちょう）は、北海道十勝総合振興局管内の足寄郡にある町。足寄郡に属する。

## 概要
冬の気温が低い北海道の中でも本町は最も寒い地域の一つであり、真冬の気温は−30℃を下回ることもある。

## 町名の由来
アイヌ語の「リㇰウンペッ（rik-un-pet）」（高い所・にある〔に入っている〕・川）から。

## 地理
十勝総合振興局北東部に位置する。陸別町は地域の中央を南北に貫流する利別川によって、ふたつの地形帯に区分される。西部は高原性の台地をなし、酪農の中心地帯であり、東部は標高500メートル前後の高原地帯である。経緯度では、東経143度57分から143度27分　北緯43度38分から43度20分に位置し、役場の所在地は東経143度45分8秒・北緯43度28分1秒に位置(東1条4丁目・旧役場庁舎)し、標高は205.8メートルである。河川は利別川に支流が落ちこみ、すべての川が町内に源があり、池田町で十勝川と合流する。利別川は、オホーツク管内置戸町境界線付近の山中が源流であり、町内を南下して流れる。
- 山：喜登牛山（1,321 m）、北稜岳（1,256 m)、東三国山（1,230 m）、イユダニヌプリ山（902 m）
- 河川：利別川、陸別川、斗満川
- 湖沼：

### 隣接している自治体
- 十勝総合振興局
  - 足寄郡：足寄町
- オホーツク総合振興局
  - 常呂郡：置戸町、訓子府町
  - 網走郡：津別町

## 気候
ケッペンの気候区分によると、陸別町は湿潤大陸性気候に属する。寒暖の差が大きく気温の年較差、日較差が大きい顕著な大陸性気候である。降雪量が多く、豪雪地帯に指定されている。
周りを山に囲まれた盆地のため寒暖の差が非常に大きく、真夏でも30°Cを越える事がさほど多くない北海道の中では珍しく30°C越えもあり、反面真冬は最低気温で-30℃を下回ることもあり、日中でも-10°C以下ということもある。かつては「70°Cの温度差のある町」という表現をすることもあった。

### 日本で一番寒い町
気象庁が設置した市街地の緑町にあるアメダスの観測によると、1月の平均最低気温は-19.6°C、平均気温は-11.1°Cである。これらは日本全国の気象官署・アメダス（富士山頂を除く）では最も低く、「日本一寒い町・陸別」が観光の目玉となっている。アメダス移行後の記録では2000年（平成12年）1月27日に観測した-33.2°Cが観測史上最低気温であるが、アメダス移行以前には1977年2月1日に-35.5°Cを観測しており、小利別駅では1978年（昭和53年）2月17日にさらに低い-38.0°Cの記録もある。
北見工業大学と陸別しばれ技術開発研究所が共同でこの寒さについての研究を行っており、1991年（平成3年）から冬季に町内約30地点の気温を測定した。それによると、トマム地区では前述の2000年（平成12年）1月27日に-40°Cを観測、2013年（平成25年）1月5日にも-38°Cを記録するなどアメダス地点より9°Cも低くなっていることが分かった。他にも小利別丘下やクンネベツ、上陸別などの各流域の谷間の下流地域において冷気湖の形成により冷え込みが厳しくなるなどの特徴がみられ、市街地に立地するアメダス地点よりも寒い地点が多いことが分かっている。
陸別町は陸別しばれ技術開発研究所を設置し、下陸別と関の2地点で独自観測も行っており、前述の2000年（平成12年）1月27日には、下陸別で-37.7°C、関では-40°Cを下回り計測不能となっているなど、一般に市街地にあるアメダスよりも5〜8°C前後も最低気温が低くなっている。この観測は気象庁長官登録検定機関「気象業務支援センター」の検定を受けた非常に高度な観測機器のもとに観測を行っており、気象庁のアメダス観測と共に陸別町の正式な記録として扱われる。
2019年（平成31年）2月9日には、陸別町しばれ技術開発研究所の下陸別で-36.2°C、関では-38.4°Cを観測し、気象庁から正式な観測地点としての認定を受けてから最も低くなった。また、小利別駅跡地に設置されたデジタル温度計は-40.5度を観測している。
このように、陸別町では耐寒イベントのしばれフェスティバルを開催したり、寒さ日本一ランキングを集計するなどして、積極的に寒さを観光資源にしている。

冬季は稀にオーロラが観測される事がある。
| 陸別町（陸別地域気象観測所）の気候                           | 陸別町（陸別地域気象観測所）の気候 | 陸別町（陸別地域気象観測所）の気候 | 陸別町（陸別地域気象観測所）の気候 | 陸別町（陸別地域気象観測所）の気候 | 陸別町（陸別地域気象観測所）の気候 | 陸別町（陸別地域気象観測所）の気候 | 陸別町（陸別地域気象観測所）の気候 | 陸別町（陸別地域気象観測所）の気候 | 陸別町（陸別地域気象観測所）の気候 | 陸別町（陸別地域気象観測所）の気候 | 陸別町（陸別地域気象観測所）の気候 | 陸別町（陸別地域気象観測所）の気候 | 陸別町（陸別地域気象観測所）の気候 |
| 月                                                           | 1月                                | 2月                                | 3月                                | 4月                                | 5月                                | 6月                                | 7月                                | 8月                                | 9月                                | 10月                               | 11月                               | 12月                               | 年                                 |
| ------------------------------------------------------------ | ---------------------------------- | ---------------------------------- | ---------------------------------- | ---------------------------------- | ---------------------------------- | ---------------------------------- | ---------------------------------- | ---------------------------------- | ---------------------------------- | ---------------------------------- | ---------------------------------- | ---------------------------------- | ---------------------------------- |
| 最高気温記録 °C （°F）                                       | 6.6 (43.9)                         | 13.9 (57)                          | 17.4 (63.3)                        | 29.3 (84.7)                        | 37.8 (100)                         | 35.5 (95.9)                        | 36.6 (97.9)                        | 35.1 (95.2)                        | 32.8 (91)                          | 27.8 (82)                          | 20.0 (68)                          | 12.9 (55.2)                        | 37.8 (100)                         |
| 平均最高気温 °C （°F）                                       | −2.5 (27.5)                        | −1.4 (29.5)                        | 3.2 (37.8)                         | 10.5 (50.9)                        | 17.1 (62.8)                        | 20.6 (69.1)                        | 23.7 (74.7)                        | 24.4 (75.9)                        | 20.8 (69.4)                        | 14.7 (58.5)                        | 7.1 (44.8)                         | −0.2 (31.6)                        | 11.5 (52.7)                        |
| 日平均気温 °C （°F）                                         | −11.1 (12)                         | −9.6 (14.7)                        | −3.1 (26.4)                        | 4.0 (39.2)                         | 10.1 (50.2)                        | 14.4 (57.9)                        | 18.3 (64.9)                        | 19.1 (66.4)                        | 14.9 (58.8)                        | 7.9 (46.2)                         | 0.7 (33.3)                         | −7.7 (18.1)                        | 4.8 (40.6)                         |
| 平均最低気温 °C （°F）                                       | −19.6 (−3.3)                       | −18.8 (−1.8)                       | −10.6 (12.9)                       | −2.5 (27.5)                        | 3.4 (38.1)                         | 9.1 (48.4)                         | 14.0 (57.2)                        | 15.0 (59)                          | 9.8 (49.6)                         | 1.8 (35.2)                         | −5.3 (22.5)                        | −14.9 (5.2)                        | −1.6 (29.1)                        |
| 最低気温記録 °C （°F）                                       | −33.2 (−27.8)                      | −33.1 (−27.6)                      | −27.6 (−17.7)                      | −19.1 (−2.4)                       | −7.2 (19)                          | −2.1 (28.2)                        | 2.1 (35.8)                         | 4.2 (39.6)                         | −2.4 (27.7)                        | −9.2 (15.4)                        | −20.9 (−5.6)                       | −27.6 (−17.7)                      | −33.2 (−27.8)                      |
| 降水量 mm （inch）                                           | 33.7 (1.327)                       | 20.1 (0.791)                       | 38.4 (1.512)                       | 54.2 (2.134)                       | 71.5 (2.815)                       | 67.6 (2.661)                       | 106.0 (4.173)                      | 137.0 (5.394)                      | 121.5 (4.783)                      | 83.4 (3.283)                       | 47.7 (1.878)                       | 42.8 (1.685)                       | 831.8 (32.748)                     |
| 降雪量 cm （inch）                                           | 97 (38.2)                          | 74 (29.1)                          | 80 (31.5)                          | 25 (9.8)                           | 2 (0.8)                            | 0 (0)                              | 0 (0)                              | 0 (0)                              | 0 (0)                              | 1 (0.4)                            | 20 (7.9)                           | 86 (33.9)                          | 386 (152)                          |
| 平均降水日数 （≥1.0 mm）                                     | 7.0                                | 5.7                                | 8.6                                | 9.8                                | 9.9                                | 9.0                                | 10.0                               | 11.1                               | 10.6                               | 9.1                                | 7.9                                | 7.8                                | 107.1                              |
| 平均降雪日数 （≥5 cm）                                       | 5.6                                | 3.9                                | 4.9                                | 1.5                                | 0.1                                | 0.0                                | 0.0                                | 0.0                                | 0.0                                | 0.1                                | 1.3                                | 5.4                                | 22.9                               |
| 平均月間日照時間                                             | 151.2                              | 150.2                              | 172.5                              | 168.8                              | 170.8                              | 144.5                              | 128.1                              | 121.6                              | 136.8                              | 157.9                              | 144.1                              | 145.6                              | 1,792                              |
| 出典：気象庁（平均値：1991年 - 2020年、極値：1977年 - 現在） |                                    |                                    |                                    |                                    |                                    |                                    |                                    |                                    |                                    |                                    |                                    |                                    |                                    |

## 人口
| |                                        |  |
| 陸別町と全国の年齢別人口分布（2005年） | 陸別町の年齢・男女別人口分布（2005年） |  |
| ■紫色 ― 陸別町 ■緑色 ― 日本全国 | ■青色 ― 男性 ■赤色 ― 女性              |  |
| 陸別町（に相当する地域）の人口の推移 \| 1970年（昭和45年） \| 6,839人 \| \| \| 1975年（昭和50年） \| 5,474人 \| \| \| 1980年（昭和55年） \| 5,002人 \| \| \| 1985年（昭和60年） \| 4,466人 \| \| \| 1990年（平成2年） \| 3,902人 \| \| \| 1995年（平成7年） \| 3,429人 \| \| \| 2000年（平成12年） \| 3,228人 \| \| \| 2005年（平成17年） \| 2,956人 \| \| \| 2010年（平成22年） \| 2,650人 \| \| \| 2015年（平成27年） \| 2,482人 \| \| \| 2020年（令和2年） \| 2,264人 \| \| |                                        |  |
| 総務省統計局 国勢調査より |                                        |  |
| 1970年（昭和45年） | 6,839人                                |  |
| 1975年（昭和50年） | 5,474人                                |  |
| 1980年（昭和55年） | 5,002人                                |  |
| 1985年（昭和60年） | 4,466人                                |  |
| 1990年（平成2年） | 3,902人                                |  |
| 1995年（平成7年） | 3,429人                                |  |
| 2000年（平成12年） | 3,228人                                |  |
| 2005年（平成17年） | 2,956人                                |  |
| 2010年（平成22年） | 2,650人                                |  |
| 2015年（平成27年） | 2,482人                                |  |
| 2020年（令和2年） | 2,264人                                |  |

### 消滅集落
2015年国勢調査によれば、以下の集落は調査時点で人口0人の消滅集落となっている。
- 陸別町 - 字西斗満、字日宗

## 歴史
- 1901年（明治34年） - 斗満（トマム）に関又一が入植する。
- 1902年（明治35年） - 斗満に関寛斎（関又一の父）が入植する。
- 1919年（大正8年） 淕別外1村戸長役場が設置される。
- 1923年（大正12年）4月 - 二級町村制が施行され、淕別村（りくんべつ）となる。釧路国支庁管轄。
- 1948年（昭和23年）10月 - 釧路国支庁から十勝支庁に編入。
- 1949年（昭和24年）8月 - 陸別村に改称。
- 1951年（昭和26年）4月 - 西足寄町（現足寄町）の一部を編入。
- 1953年（昭和28年）9月 - 町制施行、陸別町となる。
- 1998年（平成10年） - 銀河の森天文台が開設される。
- 2000年（平成12年）8月18日 - 道の駅オーロラタウン93りくべつオープン。
- 2001年（平成13年） - オーロラが観測される。
- 2013年（平成25年） - オーロラが観測される。
- 2015年（平成27年） - オーロラが観測される。
- 2017年（平成29年）10月9日 - 十勝オホーツク自動車道陸別小利別IC - 訓子府IC間開通

## 経済

### 産業
農業、林業、酪農が盛ん。
- 自動車工業
  - 日産自動車（株）北海道陸別試験場

### 組合
- 陸別町農業協同組合（JA陸別町）
- 陸別町森林組合
- 北海道農業共済組合（NOSAI北海道）陸別家畜診療所
- 陸別町山菜加工企業組合

### 金融機関
- 帯広信用金庫陸別支店

### 郵便局

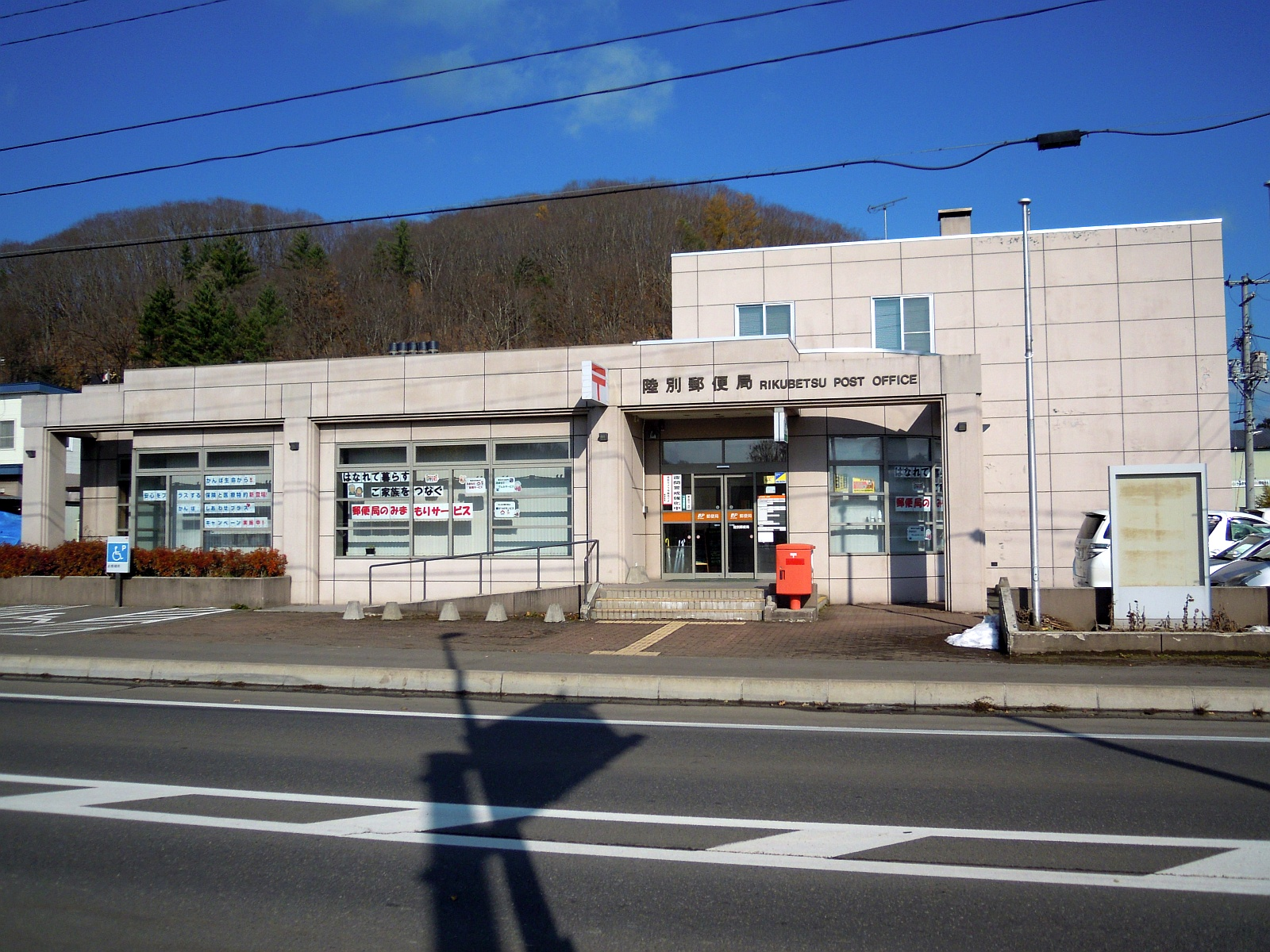
陸別郵便局

- 陸別郵便局（集配局）
- 斗満簡易郵便局

### 宅配便
- ヤマト運輸：道東主管支店足寄センター（足寄町）
- 佐川急便：本別営業所（本別町）

## 公共機関

### 警察
- 本別警察署陸別駐在所

### 消防
- とかち広域消防事務組合 陸別消防署

## 姉妹都市・提携都市

### 海外
- 姉妹都市
  -  ラコーム町 （カナダ・アルバータ州）w:en:Lacombe, Alberta

## 教育
高等学校

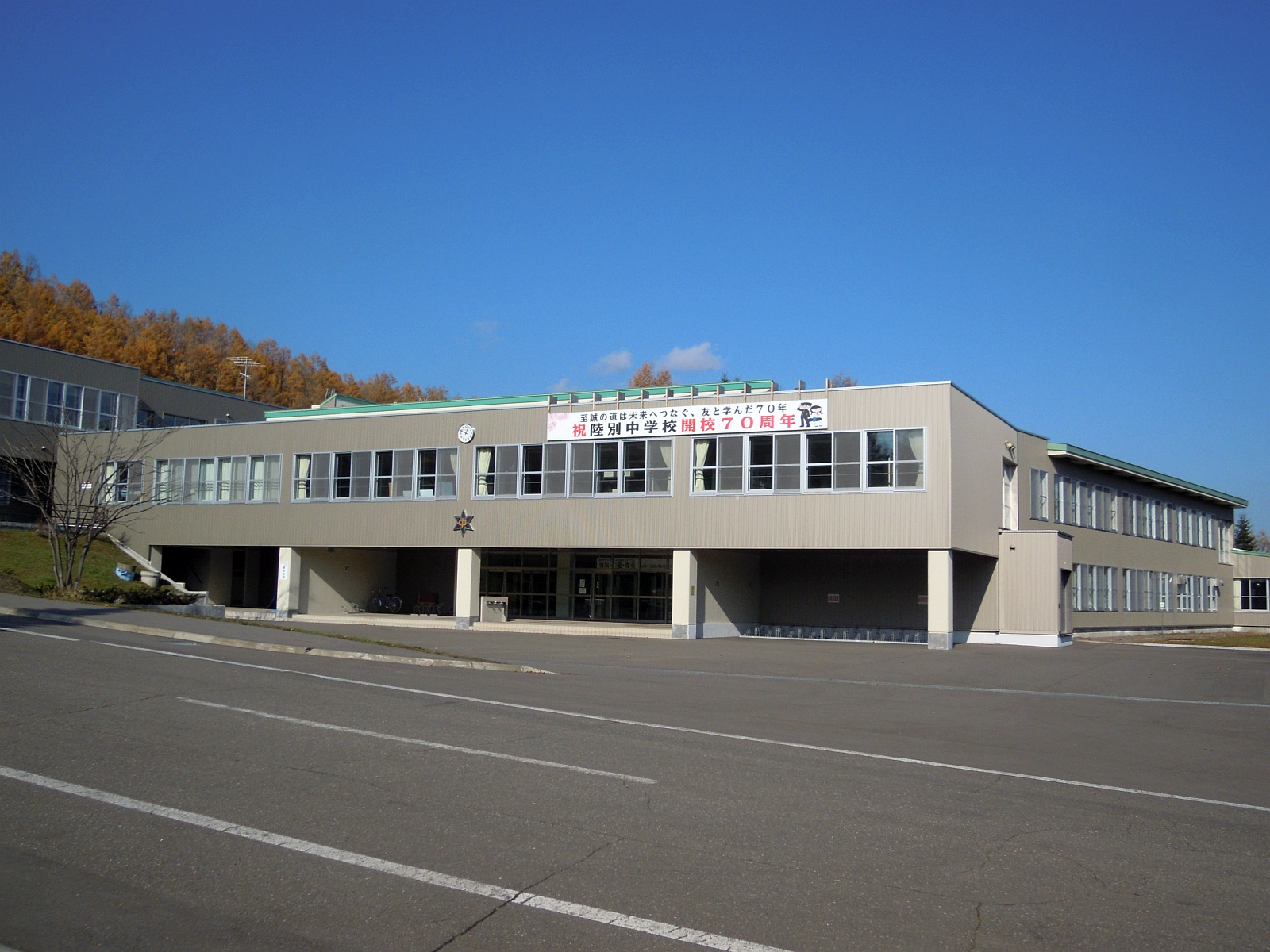
陸別中学校

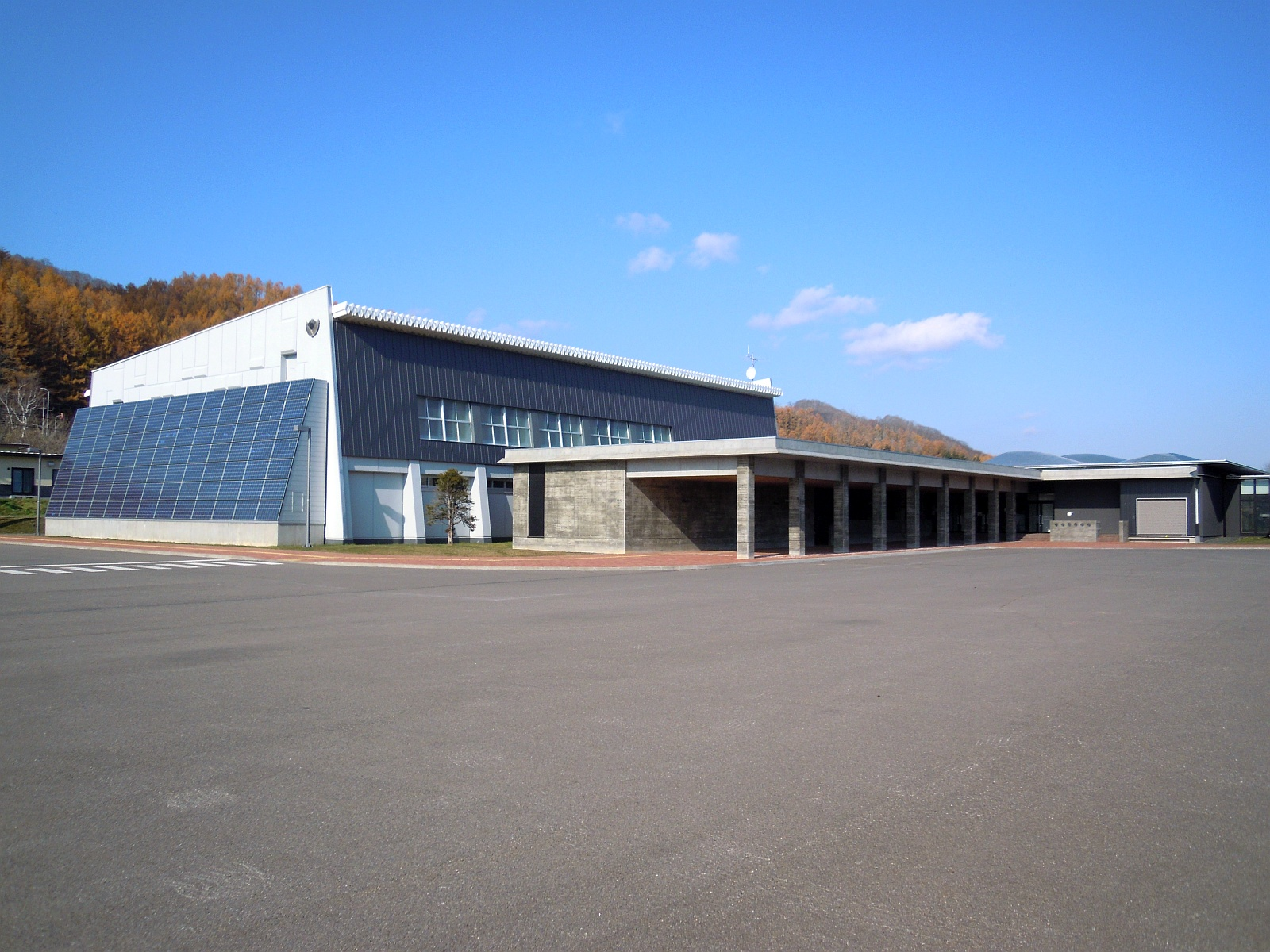
陸別小学校

- 町内に高校は存在しない為、近隣の北海道足寄高等学校へ進学する生徒が多い。[要出典]

中学校
- 陸別中学校

小学校
- 陸別小学校

大学（研究施設）
- 名古屋大学太陽地球環境研究所ジオスペース研究センター陸別観測所[15]

## 交通

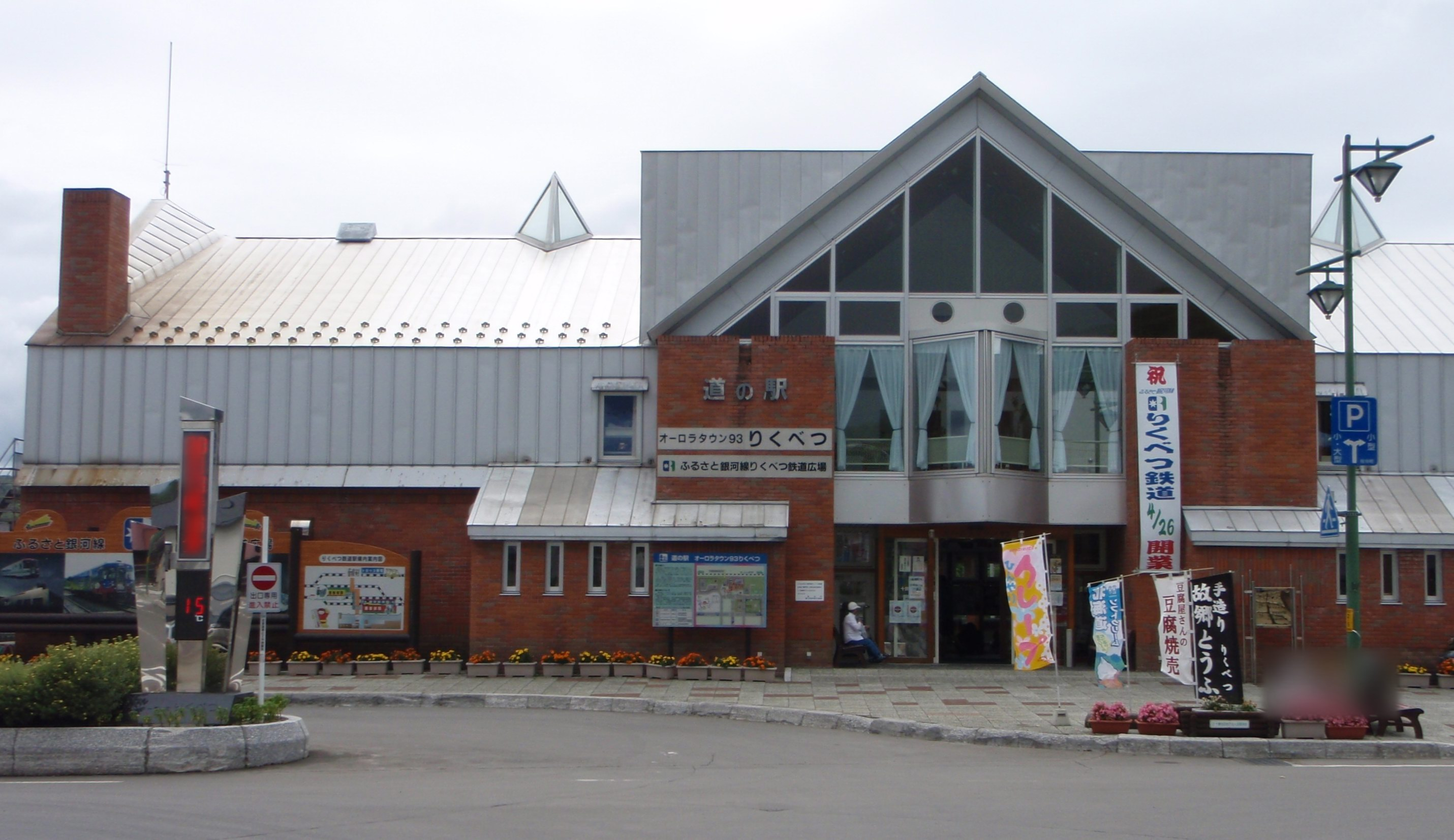
道の駅オーロラタウン93りくべつ（旧陸別駅）

### 鉄道
町内に鉄道路線は通っていない。

#### 廃止された鉄道
北海道ちほく高原鉄道
- ふるさと銀河線（2006年4月21日廃止）：薫別駅 - 陸別駅 - 分線駅 - 川上駅 - 小利別駅

### バス
- 十勝バス（陸別案内所を設置[16]） - 足寄町・本別町・池田町・幕別町・帯広市方面（ふるさと銀河線代替路線）
- 北海道北見バス - 置戸町・訓子府町・北見市方面（ふるさと銀河線代替路線）
- 陸別町コミュニティバス - 市街地循環線、曜日別で郊外各方面[17]

### 道路
高速道路（高速自動車国道）
- 国土交通省北海道開発局
  - 十勝オホーツク自動車道（北海道横断自動車道）： - 陸別IC（事業中） - 陸別小利別IC -

一般国道
- 国道242号

主要地方道
- 北海道道51号津別陸別線
- 北海道道143号北見白糠線

一般道道
- 北海道道502号斗満陸別停車場線
- 北海道道620号苫務小利別停車場線
- 北海道道772号上斗満大誉地線

道の駅
- 道の駅オーロラタウン93りくべつ

## 名所・旧跡・観光スポット・祭事・催事

### 文化財

#### 史跡
- ユクエピラチャシ跡[18]（別称カネランのチャシ）、北海道足寄郡陸別町トマム二番地、十勝川の上流域に所在、アイヌ期（16 - 18世紀）の遺跡で、太平洋とオホーツク海を結ぶ交通の要所に築かれたチャシ、1987年（昭和62年）9月8日に、国の史跡に指定される。

#### 町の文化財
- 網走本線開通記念成功記念碑
- 関寛翁碑
- 斗満遺跡出土の石器 - 陸別町公民館蔵
- 奥羽出張病院日記 - 関寛斎資料館蔵
- 関寛翁自筆漢詩 - 関寛斎資料館蔵
- 関寛翁自筆短冊 - 関寛斎資料館蔵
- 長崎在学日記 - 関寛斎資料館蔵
- 家日誌抄 - 関寛斎資料館蔵
- トラリチャシコツ群

### 観光
- 銀河の森天文台
- 関寛斎資料館
- 陸別サーキット
- ふるさと銀河線りくべつ鉄道
  - 2008年（平成20年）4月20日開業、陸別町が北海道ちほく高原鉄道から6両の車両を無償借受され、動態保存している。

### 祭り・イベント
- しばれフェスティバル（2月）
- 世界ラリー選手権 ラリージャパン（9月）
  - 陸別サーキットを中心にスペシャルステージが設置される。

## 陸別町が舞台（ロケ地）となった作品
ドラマ
- NHK連続テレビ小説 なつぞら（2019年4月1日放送開始）

映画
- 幸せの黄色いハンカチ（1977年10月1日公開、松竹）

小説
- 銀河の森、オーロラの合唱（著：太田紫織、2019年2月8日刊発売、文春文庫）

## 出身者

### 出身有名人
- 金井武雄（富士メガネ創業者）
- 椿原紀昭（現：栗山町長）
- 小仲＝ペールワン（プロレスラー）
- 長屋真紀子（元：スピードスケート選手）
- 佐々木睦（俳優、声優）